# Ꞡ
Cette page contient des caractères spéciaux ou non latins. S’ils s’affichent mal (▯, ?, etc.), consultez la page d’aide Unicode.
Ne doit pas être confondu avec G barré.
Ꞡ (minuscule ꞡ), ou G barré obliquement est une lettre additionnelle qui était utilisée dans l'écriture du letton jusqu’en 1921 lorsqu’elle est remplacée par le G virgule souscrite ‹ Ģ ›. Elle est formée d’un G diacrité par une barre inscrite oblique. Il n’est pas à confondre avec la lettre same, G barré, Ǥ.

## Représentations informatiques
Cette lettre possède les représentations Unicode suivantes :
| formes    | représentations | chaînes de caractères | points de code | descriptions                                |
| --------- | --------------- | --------------------- | -------------- | ------------------------------------------- |
| capitale  | Ꞡ               | Ꞡ                     | U+A7A0         | lettre majuscule latine g barré obliquement |
| minuscule | ꞡ               | ꞡ                     | U+A7A1         | lettre minuscule latine g barré obliquement |